# Chris Hadfield
Pour les articles homonymes, voir Hadfield.
Chris Austin Hadfield, né le 29 août 1959 à Sarnia,, en Ontario, est un astronaute canadien. Il est le premier Canadien à avoir exécuté une sortie extravéhiculaire et à avoir commandé la Station spatiale internationale.
Ancien colonel et pilote de chasse de l'Aviation royale canadienne, il a participé aux vols de deux navettes spatiales de la NASA : STS-74 (Atlantis) en 1995 et STS-100 (Endeavour) en 2001. Le 19 décembre 2012, il s'envole pour une mission prolongée dans l'espace à bord du module russe Soyouz TMA-07M ; trois mois après son départ, il devient commandant de la Station spatiale internationale au sein de l'Expédition 35, et ce jusqu'à son retour sur Terre, le 13 mai 2013. Durant la mission, il est très actif sur les réseaux sociaux, ce qui lui vaut une importante popularité. Il annonce sa retraite de l'Agence spatiale canadienne le 10 juin 2013.

## Biographie
Né le 29 août 1959 à Sarnia et élevé à Milton, en Ontario, Chris Hadfield est marié à Helene Hadfield (née Walter) et il est père de trois enfants. Il est le fils de Roger, pilote pour Air Canada, et Eleanor Hadfield, qui habitent près de Milton. Ses frères, David et Philip sont devenus pilotes de ligne. Sa femme Helene est la fille de Gwendoline Walter, qui réside à Victoria, en Colombie-Britannique, et d'Erhard Walter, décédé. Chris Hadfield aime le ski, l'équitation, le jogging, le volleyball et le squash. Il aime également jouer de la guitare, chanter et écrire. En plus de l'anglais, sa langue natale, il parle couramment le français et le russe.

### Études et carrière militaire
Membre des Cadets de l'aviation royale du Canada pendant ses études secondaires, Hadfield s'intéresse très jeune au pilotage et décroche une bourse de pilote de planeur dès l'âge de 15 ans, puis une bourse de pilote d'avion propulsé à 16 ans. En 1977, il reçoit un diplôme de l'école secondaire du district de Milton (en) et est lauréat du Mérite scolaire de l'Ontario, puis se joint aux Forces canadiennes en mai 1978. Il passe deux ans au Collège militaire Royal Roads en Colombie-Britannique puis deux autres années au Collège militaire royal du Canada, d'où il obtient en 1982 un baccalauréat spécialisé en génie mécanique avec mention d'honneur. Pilote émérite, il récolte le titre de meilleur élève lors de son entraînement élémentaire au Manitoba, puis la meilleure note globale à la fin de son entraînement de pilote d'avion à réaction en Saskatchewan. Entre 1984 et 1985, il est entraîné sur les appareils Northrop F-5 Freedom Fighter et McDonnell Douglas CF-18 Hornet sur la base des Forces canadiennes Cold Lake en Alberta.
Pendant les trois années suivantes, Chris Hadfield sert au sein du 425e Escadron tactique de chasse sur la base des Forces canadiennes Bagotville au Québec[citation nécessaire]. Il y pilote des avions de chasse CF-18 pour le compte du Commandement de la défense aérospatiale de l'Amérique du Nord (NORAD) ; il est d'ailleurs le premier pilote aux commandes d'un CF-18 à intercepter un bombardier soviétique Tupolev Tu-95 dans le grand nord canadien. En 1988, il fréquente l'école des pilotes d'essai de la United States Air Force, puis est nommé officier d'échange avec la United States Navy sur la base aéronavale de Patuxent River. De 1989 à 1992, il compte plusieurs réalisations d'envergure, dont des essais sur des avions F/A-18 Hornet et A-7, le premier vol militaire d'un F/A-18 à moteurs à performance accrue, le premier vol d'essai du système de propulsion à combustion extérieure d'hydrogène (National Aerospace Plane), le développement d'une nouvelle échelle de cotation de qualités de vol pour des essais à angle d'attaque élevé, et le développement de techniques de reprise des commandes d'un F/A-18 hors de contrôle. Chris Hadfield pilote ainsi plus de 70 types d'avions différents au cours de sa carrière de pilote d'essai. Toujours comme officier d'échange aux États-Unis, il complète une maîtrise en systèmes aéronautiques de l'Université du Tennessee en 1992.

### Astronaute

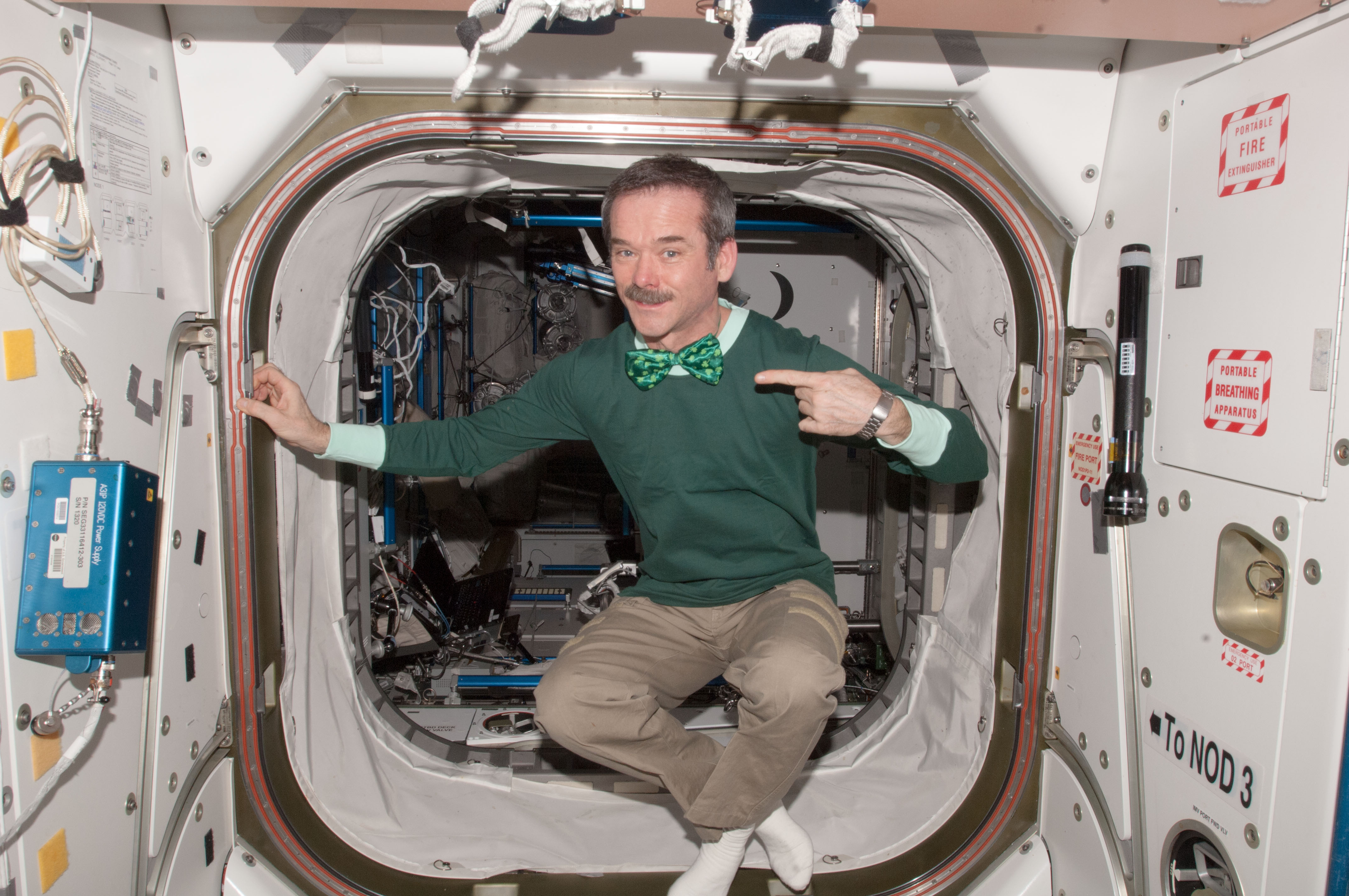
Chris Hadfield en apesanteur le jour de la fête de la Saint-Patrick.

En juin 1992, Chris Hadfield est sélectionné parmi 5 330 candidats pour être l'un des quatre nouveaux astronautes canadiens. Il est ensuite retenu par l'Agence spatiale canadienne (ASC) pour suivre un entraînement au Centre spatial Lyndon B. Johnson de la NASA, à Houston au Texas. Il travaille alors à la résolution de problèmes techniques et de sécurité pour le groupe chargé de la préparation des activités de la navette, à la mise au point d'un poste de pilotage à écrans cathodiques pour la navette et au service responsable de fournir l'appui nécessaire au lancement des navettes au Centre spatial Kennedy, en Floride. En outre, Chris Hadfield se voit confier par la NASA le rôle de capcom principal, c'est-à-dire la voix du centre de contrôle de mission, qui communique avec les astronautes en orbite, et ce, dans le cadre de 25 missions de la navette spatiale.
En novembre 1995, Chris Hadfield s'envole en tant que premier spécialiste de mission dans le cadre de la mission STS-74, la deuxième mission de rendez-vous et d'amarrage de la navette américaine avec la station spatiale russe Mir. Pendant le vol, l'équipage à bord de la navette Atlantis fixe un module d'amarrage pesant cinq tonnes, le Mir Docking Module, sur la station Mir et transfère plus de 1 000 kilogrammes de nourriture, d'eau et d'instruments scientifiques à l'intention des cosmonautes. Chris Hadfield devient le premier « spécialiste de mission » canadien, le premier Canadien à manœuvrer le Canadarm en orbite et le seul Canadien à avoir visité la station Mir.
De 1996 à 2000, il représente les astronautes de l'ASC et coordonne leurs activités à titre d'astronaute en chef.
En avril 2001, Chris Hadfield assume la fonction de premier spécialiste de mission pour la mission STS-100 ou vol 6A d'assemblage de la Station spatiale internationale. Ce vol de 11 jours à bord de la navette Endeavour vise essentiellement à livrer et à installer le nouveau bras robotique canadien Canadarm 2 ainsi que le module logistique polyvalent Raffaello, de conception italienne. Durant cette mission, Chris Hadfield effectue deux sorties extra-véhiculaires. Il devient ainsi le premier Canadien à quitter un engin spatial et à évoluer librement dans l'espace. Chris Hadfield passe un total de 14 heures et 54 minutes dans le vide spatial et effectue dix fois le tour de la Terre ainsi.

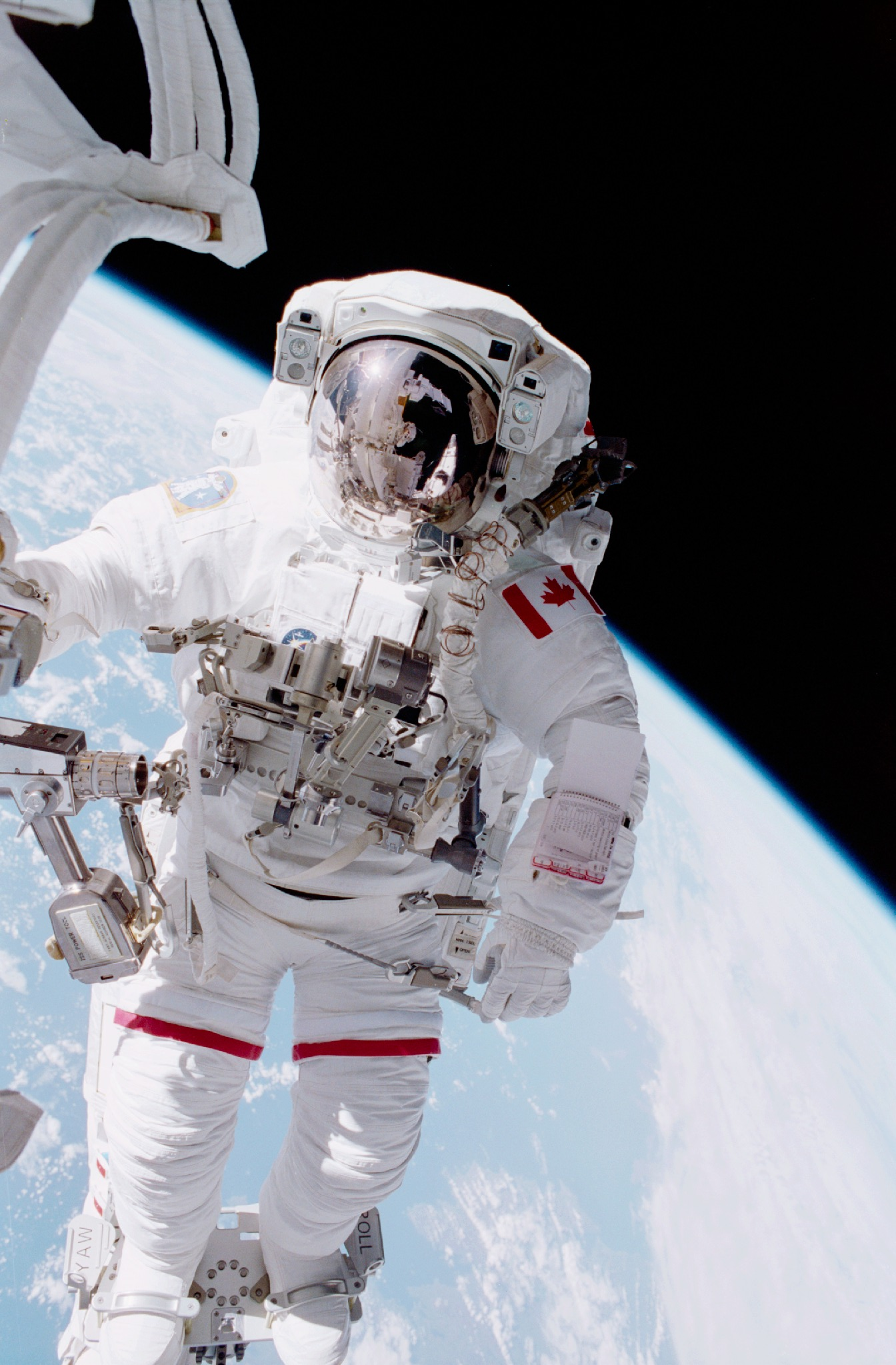
Chris Hadfield lors d'une sortie extravéhiculaire.

De 2001 à 2003, Chris Hadfield est affecté à la Cité des étoiles, en Russie, où il œuvre comme directeur des opérations pour le compte de la NASA au Centre Youri-Gagarine pour la formation des cosmonautes. Son travail consiste à coordonner et à diriger toutes les activités des équipages de la station spatiale en Russie, à superviser le personnel chargé de l'entraînement et du soutien offerts aux équipages et à négocier diverses politiques avec le Programme spatial russe et d'autres partenaires internationaux. Après un entraînement particulier, il acquiert les compétences faisant de lui un ingénieur de bord pleinement qualifié pour prendre place à bord du vaisseau spatial Soyouz TMA et pour réaliser des activités extra-véhiculaires vêtu du scaphandre spatial russe Orlan.
En 2003, Chris Hadfield prend sa retraite des Forces canadiennes après 25 ans de service distingué ; il devient donc un astronaute civil de l'Agence spatiale canadienne.
De 2003 à 2006, il sert comme chef du département de robotique du bureau des astronautes de la NASA au Centre spatial Lyndon B. Johnson de Houston, au Texas, et il occupe le poste de chef de l'exploitation de la Station spatiale internationale au même endroit.
Le 2 septembre 2010, Chris Hadfield est nommé commandant de l'Expédition 35 qui s'envole vers l'ISS en décembre 2012 pour se terminer en mai 2013. Chris Hadfield devient alors le premier astronaute canadien à commander la station spatiale internationale.
Peu après son retour, le 10 juin 2013, Chris Hadfield annonce qu'il prendra sa retraite de l'Agence spatiale canadienne.

## Affiliations
Membre du Club du Collège militaire royal, de la Society of Experimental Test Pilots et de l'Institut aéronautique et spatial du Canada. Parrain d'honneur du Collège Lambton et membre du conseil d'administration de la Lakefield College School. Membre du conseil de l'International Space School Foundation. Membre exécutif de l'Association des explorateurs de l'espace.

## Distinctions honorifiques
Il reçoit le prix Liethen-Tittle, en sa qualité de pilote par excellence de la USAF Test Pilot School (1988), puis le United States Navy Test Pilot of the Year (1991) et un doctorat honorifique en génie du Collège militaire royal (1996). Il est membre de l'Ordre de l'Ontario (1996) et il obtient un doctorat honorifique en droit de l'Université de Trent (1999). On lui remet également le prix Vanier (2001), la Croix du service méritoire (2001), la Médaille pour service exceptionnel de la NASA (2002) et la Médaille du jubilé d'or de la Reine (2003). Il est ensuite intronisé au Panthéon de l'aviation du Canada (2005). La Monnaie royale canadienne produit des pièces de monnaie en argent et en or afin de commémorer son historique sortie dans l'espace lors de l'installation du Canadarm 2 sur la Station spatiale internationale (2006). Son Excellence le très honorable David Johnston, gouverneur général du Canada, a remis la Croix du service méritoire (division civile) à l’astronaute canadien Chris Hadfield, à l’occasion d’une cérémonie spéciale tenue le 27 juin 2013 à l’Agence spatiale canadienne à Saint-Hubert (Québec). M. Hadfield est ainsi devenu le premier Canadien à détenir la Croix du service méritoire de la division civile et de la division militaire. Il a été fait Officier de l'Ordre du Canada en 2014 pour sa détermination à promouvoir la découverte scientifique et pour avoir fait connaître les merveilles de l’exploration spatiale au reste du monde.
En 1997, l'aéroport de Sarnia, sa ville de naissance, a été baptisé de son nom. De plus, l'astéroïde 14143 et une usine de fusées sont également nommés en son honneur.

## Médias et musique

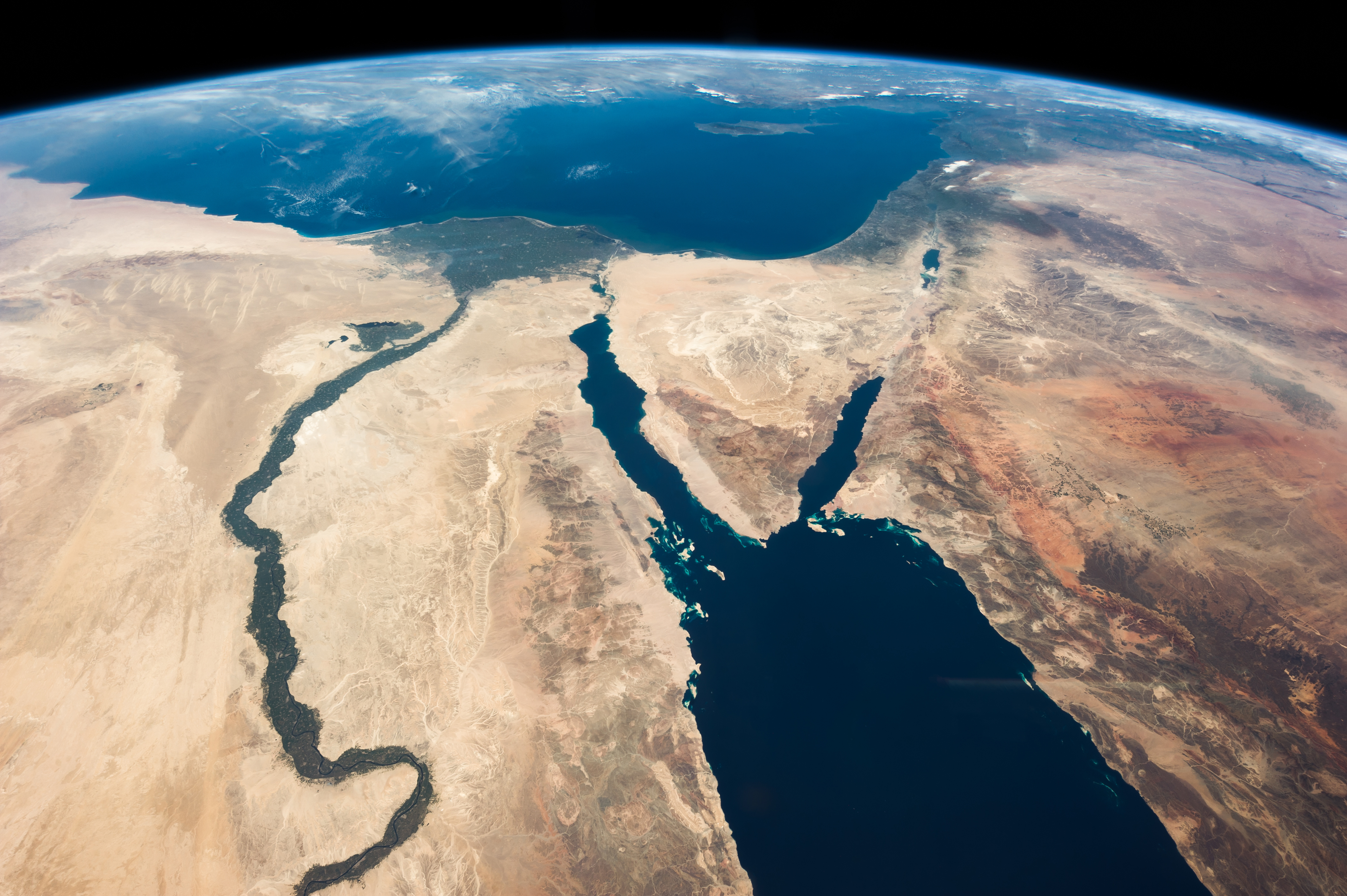
Photographie du Sinaï prise par Chris Hadfield.

Lors de son séjour dans la Station spatiale internationale (décembre 2012-mai 2013), Chris Hadfield a activement utilisé les réseaux sociaux pour partager son expérience de la vie dans l'espace. Son compte Twitter comptait 1 410 000 abonnés en août 2015. Son fil de publication Reddit AmA permettait aux internautes de lui poser des questions et de lui suggérer des expériences. Son blog Tumblr a aussi atteint une forte popularité.
Hadfield a enregistré plusieurs chansons dans la Station spatiale internationale. Le 12 mai 2013, après avoir cédé le commandement de la station en prévision de son retour sur terre, il a publié une vidéo dans laquelle il interprète une version de la chanson Space Oddity de David Bowie. La vidéo compte plus de 49 millions de vue en 2021.
En 2014, il publie son autobiographie, Guide d'un astronaute pour la vie sur Terre.
En 2019, il participe à l'écriture d'un chapitre du livre Et comment… ? de Randall Munroe consacré aux atterrissages d'urgence dans des scénarios de plus en plus improbables.

## Sources
- Lydia Dotto, Laura Nielson, « Chris Austin Hadfield », dans L'Encyclopédie canadienne
- « Biographie de Chris Hadfield », sur le site de l'Agence spatiale canadienne
- (en)[PDF] Biographie de Chris Hadfield, sur le site de la NASA